# يو إف سي على فوكس: دوس سانتوس ضد ميوتيتش
يو إف سي على فوكس: دوس سانتوس ضد ميوتيتش (بالإنجليزية: UFC on Fox: dos Santos vs. Miocic)‏ هو حدث لفنون القتال المختلطة نظمته يو إف سي، أُقيم في 13 ديسمبر 2014، على مركز البصمة في فينيكس، أريزونا، الولايات المتحدة.